# 柏田中站
柏田中站（日语：／ Kashiwa-tanaka eki */?）是位於日本千葉縣柏市小青田字大松，屬於首都圈新都市鐵道筑波快線的鐵路車站。車站編號是TX14。

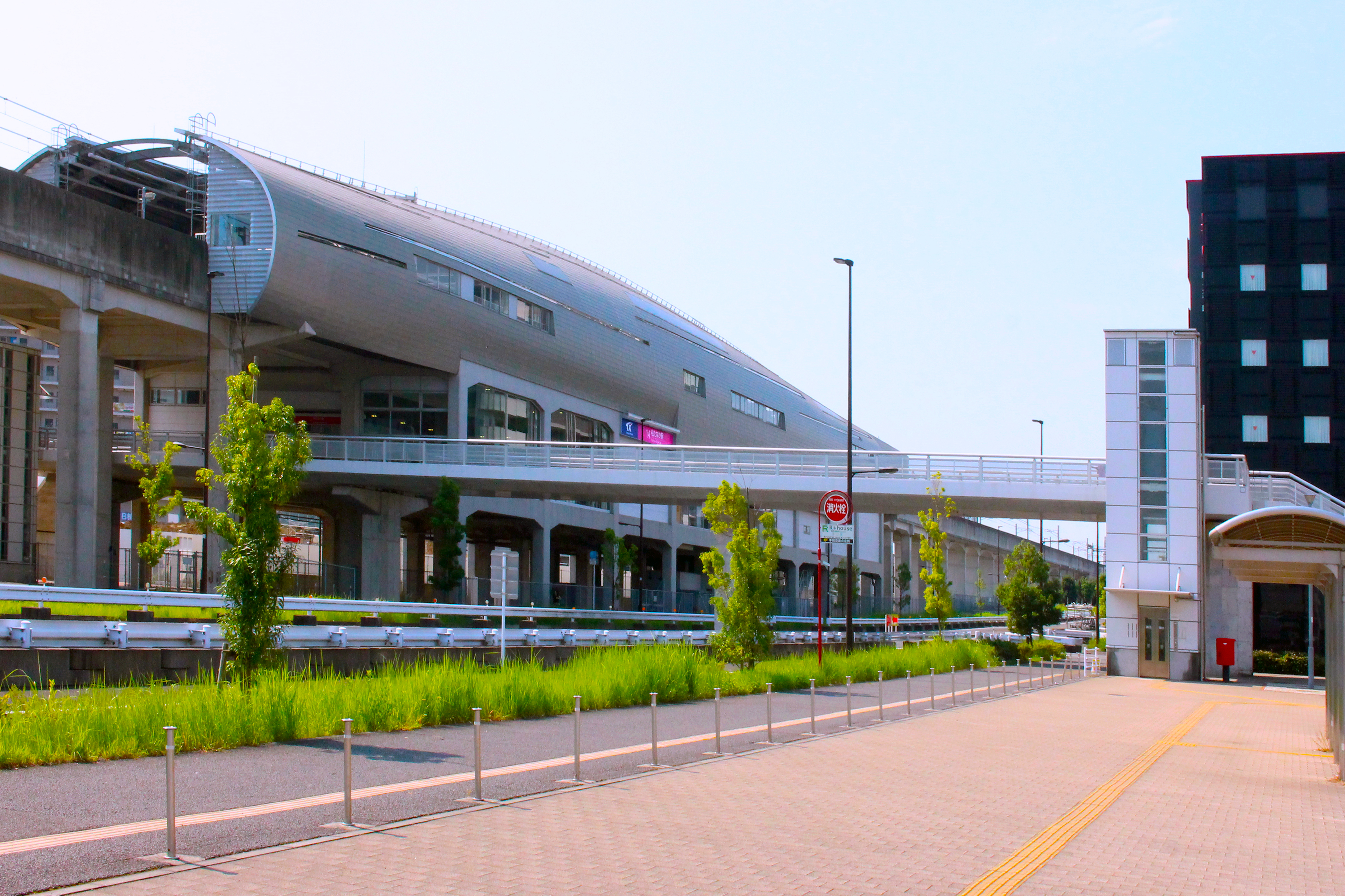
西口(2024年8月)

## 歷史
- 2005年（平成17年）8月24日 - 開業。

## 車站結構

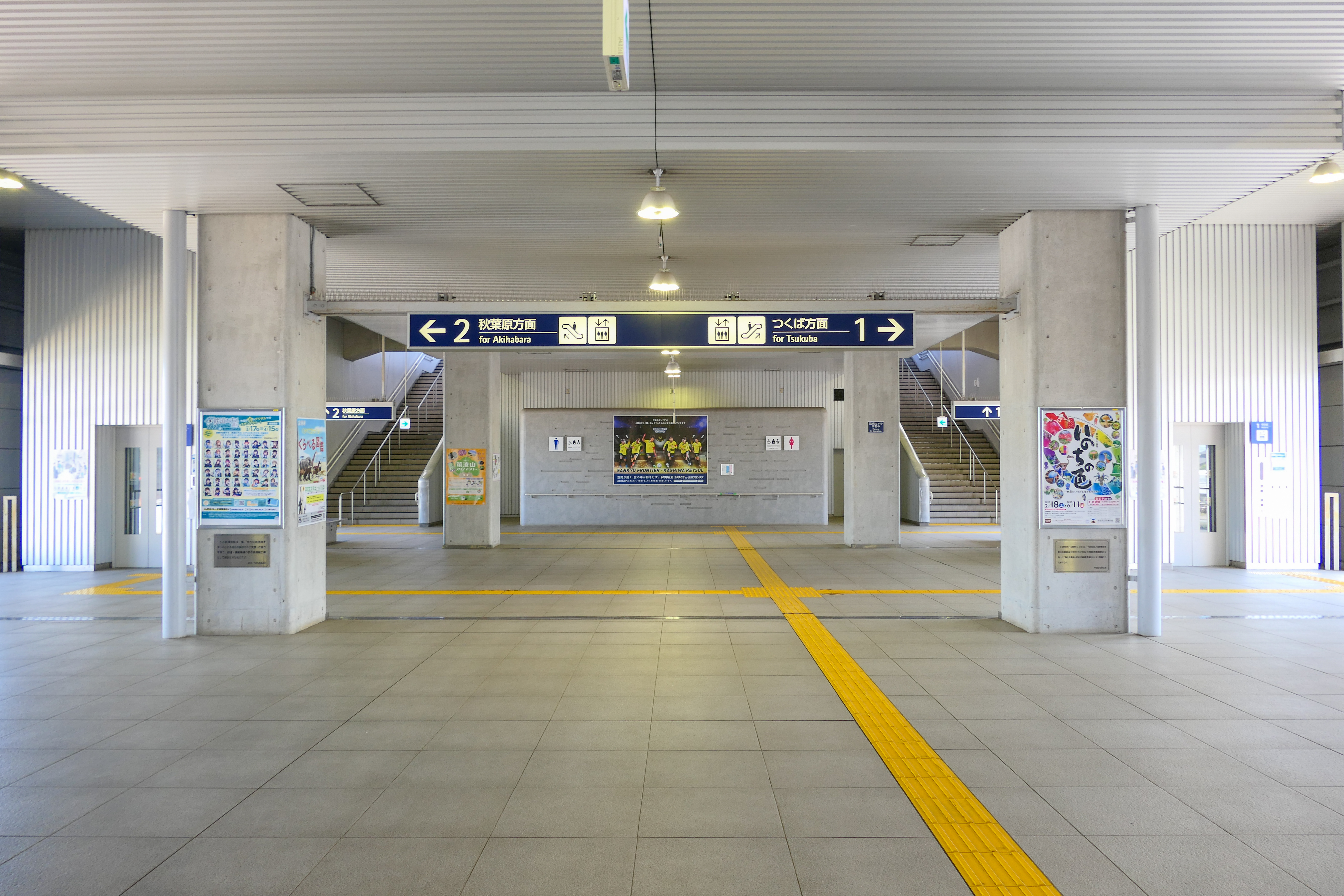
車站大廳（2023年5月）

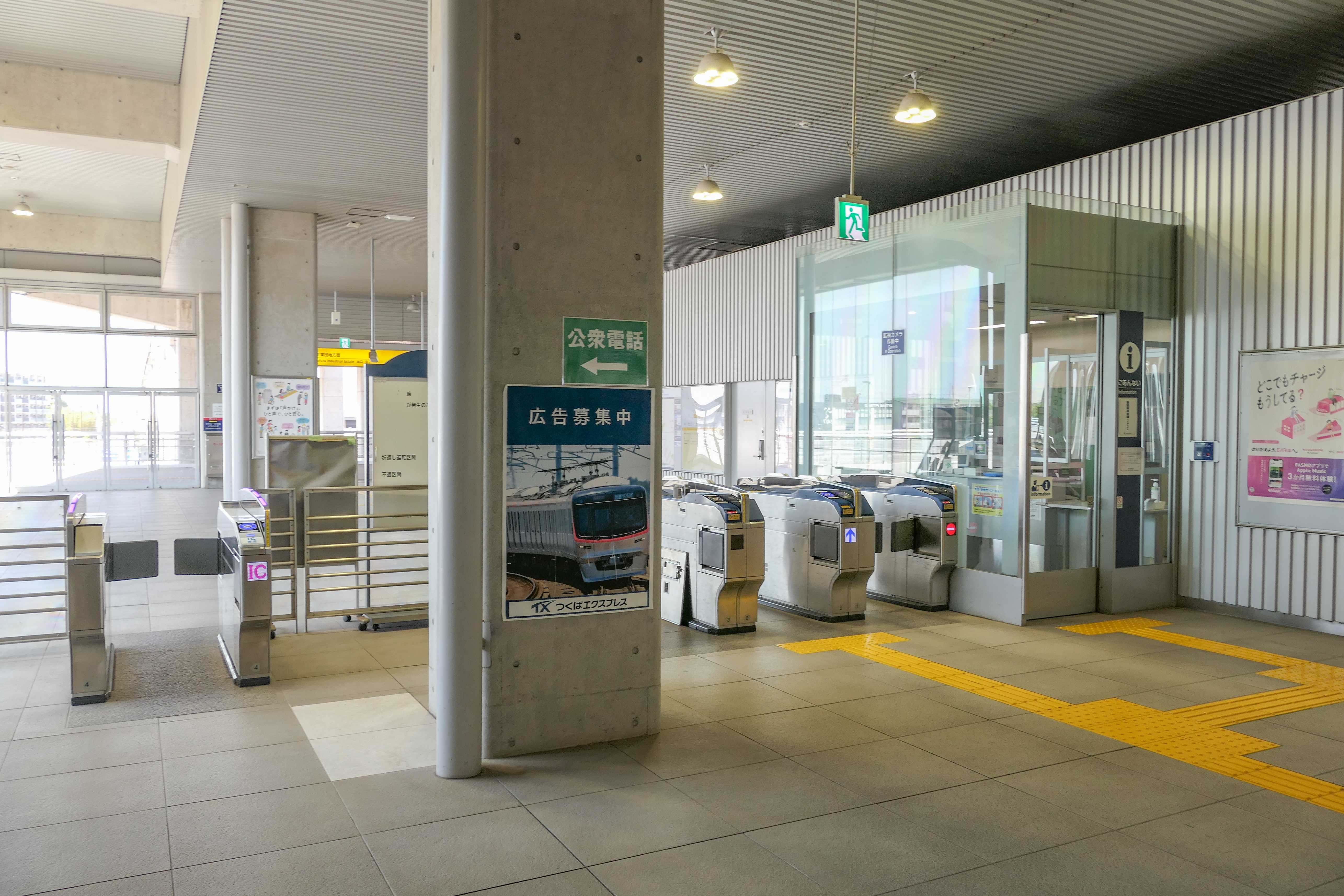
驗票口（2023年5月）

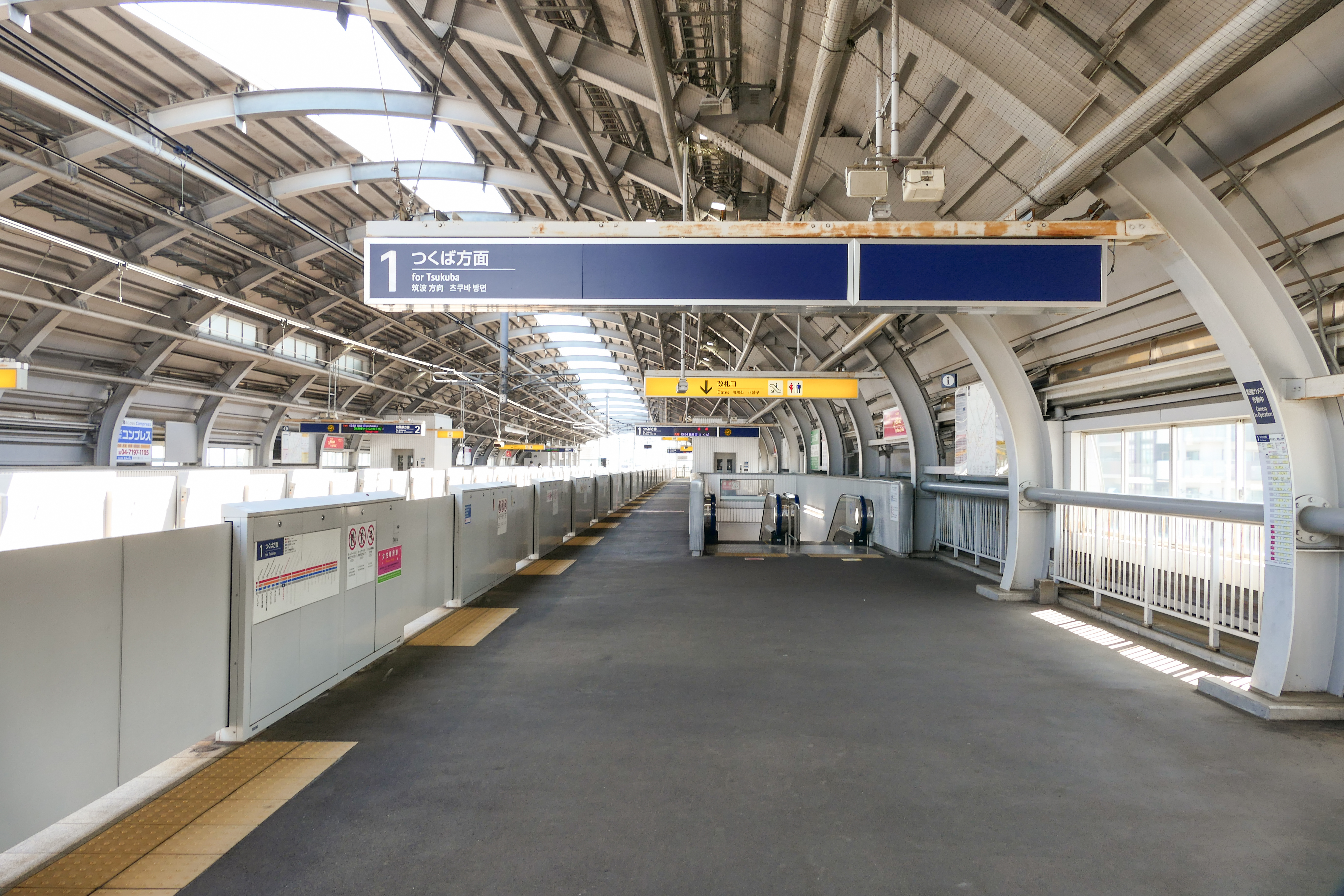
1號月台（2023年5月）

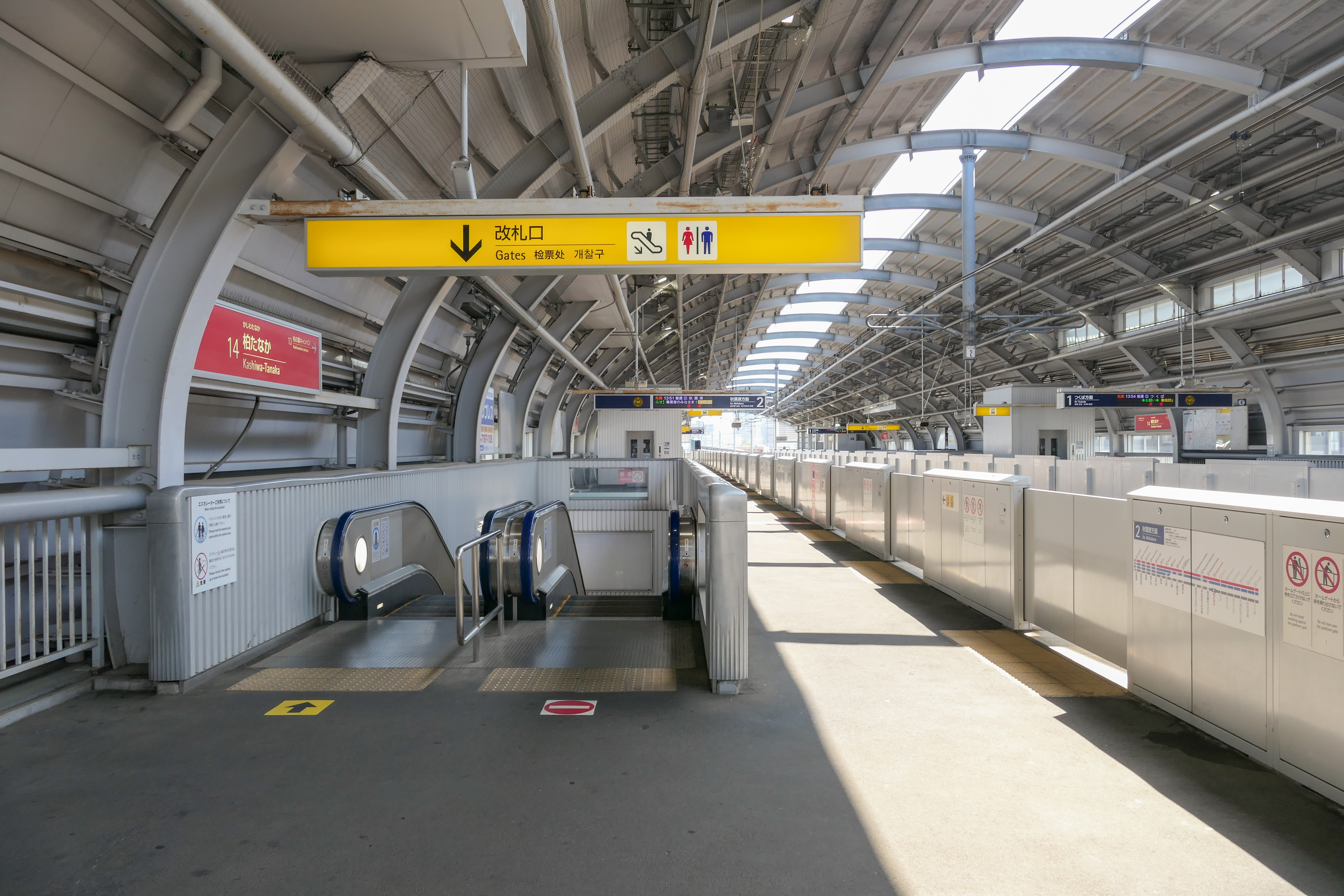
2號月台（2023年5月）

本站為對向式月台2面2線的高架車站。

### 月台配置
| 月台 | 路線     | 目的地             |
| ---- | -------- | ------------------ |
| 1    | 筑波快線 | 守谷、筑波方向     |
| 2    | 筑波快線 | 北千住、秋葉原方向 |

## 使用情況
2016年度的1日平均上車人次為4,434人。開業以來的一日平均上車人次推移如下表。
| 年度               | 首都圈 新都市鐵道 | 來源  |
| ------------------ | ----------------- | ----- |
| 2005年（平成17年） | 1,587             | [ 2 ] |
| 2006年（平成18年） | 2,060             | [ 3 ] |
| 2007年（平成19年） | 2,327             | [ 4 ] |
| 2008年（平成20年） | 2,514             | [ 5 ] |
| 2009年（平成21年） | 2,640             | [ 6 ] |
| 2010年（平成22年） | 2,786             | [ 7 ] |
| 2011年（平成23年） | 2,854             | [ 8 ] |
| 2012年（平成24年） | 3,053             | [ 9 ] |
| 2013年（平成25年） | 3,407             |       |
| 2014年（平成26年） | 3,627             |       |
| 2015年（平成27年） | 4,006             |       |
| 2016年（平成28年） | 4,434             |       |

## 相鄰車站
首都圈新都市鐵道
 筑波快線
■快速、■通勤快速、■區間快速
通過
■普通
柏之葉校園（TX13）－柏田中（TX14）－守谷（TX15）

## 外部連結
- 柏田中站 | 車站資訊、路線圖 | 筑波快線 （页面存档备份，存于）